# 凤顶特种区
凤顶特种区，是中华民国大陆时期福建省的一个准县级行政单位，为二等特种区，特种区类别为山区类。治所在今福建省莆田市仙游县西苑乡凤顶村。凤顶特种区成立于福建省政府在此消灭割据土匪张雄南武装之后，然而凤顶特种区由于匪患已除，加之屡次与周边各县发生边界争议和摩擦，仅存在九个月就被撤销。